# Roman Radikovich Akbashev
Bản mẫu:Eastern Slavic name
Roman Radikovich Akbashev (tiếng Nga: Роман Радикович Акбашев; sinh ngày 1 tháng 11 năm 1991) là một tiền vệ bóng đá người Nga. Anh thi đấu cho FC Avangard Kursk.

## Sự nghiệp câu lạc bộ
Anh có màn ra mắt tại Russian Second Division cho F.K. Dynamo Kirov vào ngày 4 tháng 8 năm 2011 trong trận đấu với F.K. Volga Ulyanovsk.
Anh thi đấu tại Chung kết Cúp bóng đá Nga 2017-18 cho FC Avangard Kursk vào ngày 9 tháng 5 năm 2018 tại Volgograd Arena với thất bại 2-1 trước đội vô địch F.K. Tosno.